# Охрімівська сільська рада (Вовчанський район)
Охрі́мівська сільська́ ра́да — адміністративно-територіальна одиниця та орган місцевого самоврядування в Вовчанському районі Харківської області. Адміністративний центр — село Охрімівка.

## Загальні відомості
- Охрімівська сільська рада утворена в 1917 році.
- Територія ради: 102,871 км²
- Населення ради: 1 236 осіб (станом на 2001 рік)
- Територією ради протікають річки Вовча та Плотва.

## Населені пункти
Сільській раді підпорядковані населені пункти:
- с. Охрімівка
- с. Мала Вовча
- с. Рибалкине
- с. Чайківка

## Склад ради
Рада складається з 16 депутатів та голови.
- Голова ради: Ляшенко Павло Миколайович
- Секретар ради: Потапенко Надія Савеліївна

### Керівний склад попередніх скликань
| Прізвище, ім'я, по батькові | Основні відомості                                                         | Дата обрання | Дата звільнення |
| --------------------------- | ------------------------------------------------------------------------- | ------------ | --------------- |
| Ляшенко Павло Миколайович   | Сільський голова, 1962 року народження, освіта вища, член Партії регіонів | 26.03.2006   | 31.10.2010      |
| Ляшенко Павло Миколайович   | Сільський голова, 1962 року народження, освіта вища, член Партії регіонів | 31.10.2010   |                 |

Примітка: таблиця складена за даними сайту Верховної Ради України